# Betty Fischer

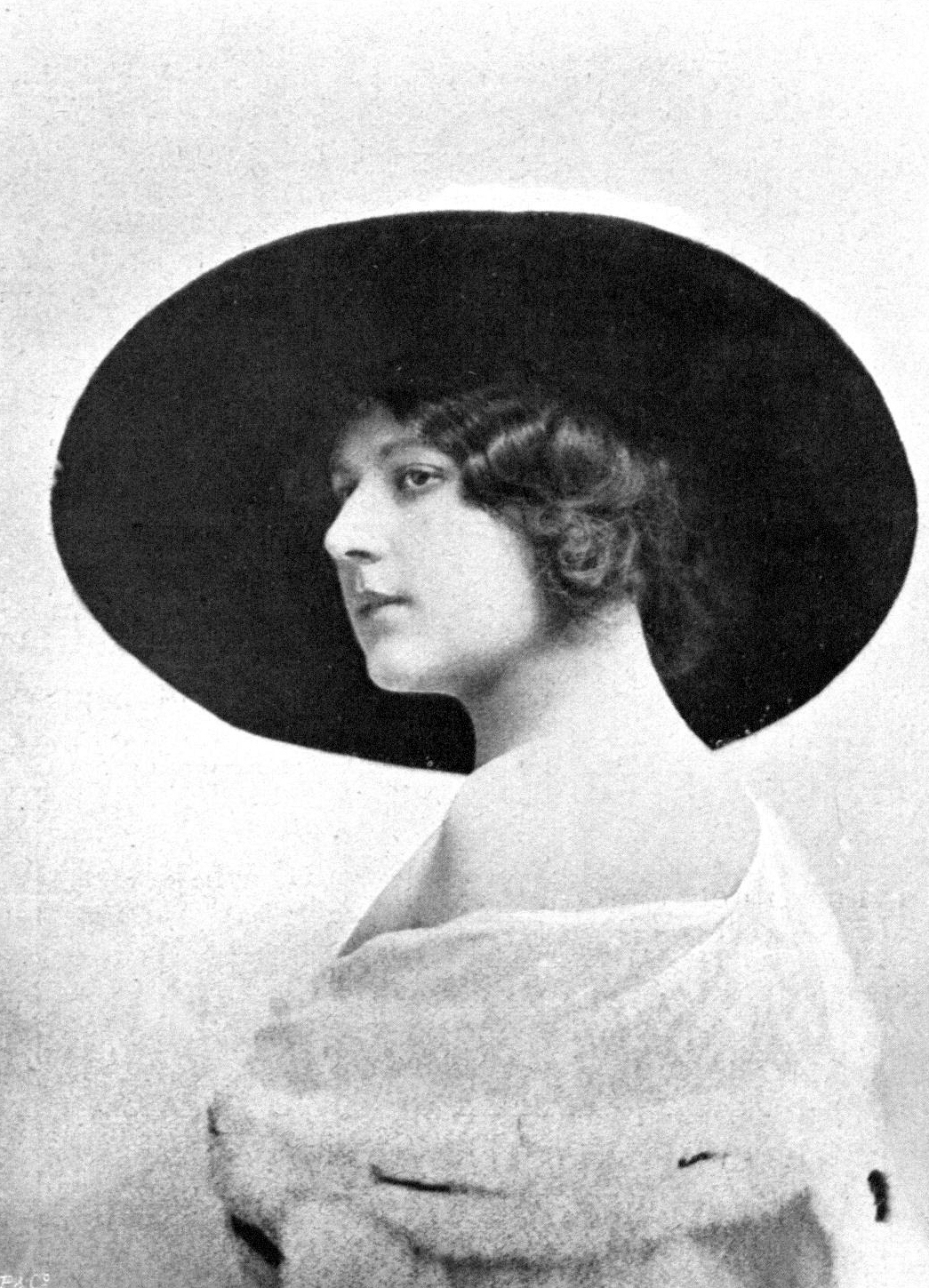
Betty Fischer

Barbara Fischer, (Betty/Betti o Wetty), soprannominata: „Lercherl von Hernals“ (Vienna, 12 ottobre 1887 – Vienna, 12 gennaio 1969), è stata un soprano austriaca specializzata nell'operetta.

## Biografia
Dopo aver completato la scuola elementare e superiore, la Fischer svolse un apprendistato come sarta con una qualifica di operaio e maestro artigiano. Lei però aveva l'ambizione di essere una cantante più che una sarta. Prese così lezioni e sviluppò una voce da soprano con una estensione di oltre tre ottave e mezzo. Arrivò al Theater an der Wien tramite il Raimundtheater e Ronacher. Come debutto cantò il ruolo di Valencienne in La vedova allegra. Il suo partner era spesso Hubert Marischka. La diva di operetta fece tournée in tutta Europa, emigrò come ebrea nel 1933 e tornò a Vienna nel 1947, ma comparve raramente sul palcoscenico. Dopo la sua attiva carriera teatrale diventò professoressa all'Università per la musica e le arti interpretative di Vienna.

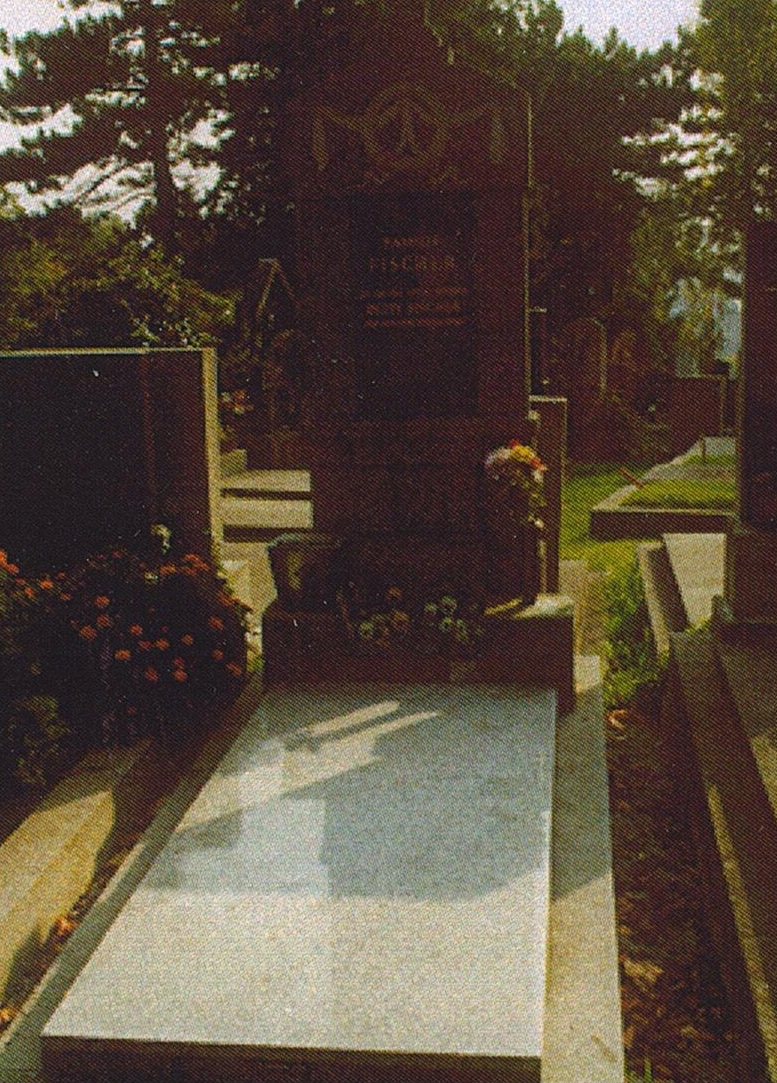
La tomba di Betty Fischer

Morì dimenticata in vecchiaia. Ben 23 valigie con 900 vestiti di squisita fattura che aveva indossato furono trovate nella sua tenuta. Come sarta, era molto in linea con le ultime mode e diede un tono anche lì.
Riposa in una tomba onoraria nell'Hernalser Friedhof (gruppo 48, numero 11) a Vienna. Nel 1999 il Betty-Fischer-Weg di Vienna-Hernals è stato intitolato a lei.